# Gottfried Littmarck
Carl Gottfried Reinhold Littmarck, född 8 januari 1842 i Stockholm, död 27 december 1899 i Kvillinge församling, Östergötlands län, var en svensk dirigent och tonsättare. Han var sedan 1865 gift med Ottilia Littmarck.

## Biografi
Littmarck studerade vid Musikkonservatoriet i Stockholm där han avlade musikdirektörsexamen. Han var kapellmästare vid Svenska Teatern i Helsingfors, Mindre teatern, Södra Teatern och Nya Teatern i Stockholm. Han har komponerat operorna Hagbrand och Jungfrun från Orleans, operetten Liten Karin, sånger med mera. Makarna Littmarck är gravsatta på Kvillinge kyrkogård.